# Norrbrobasaren

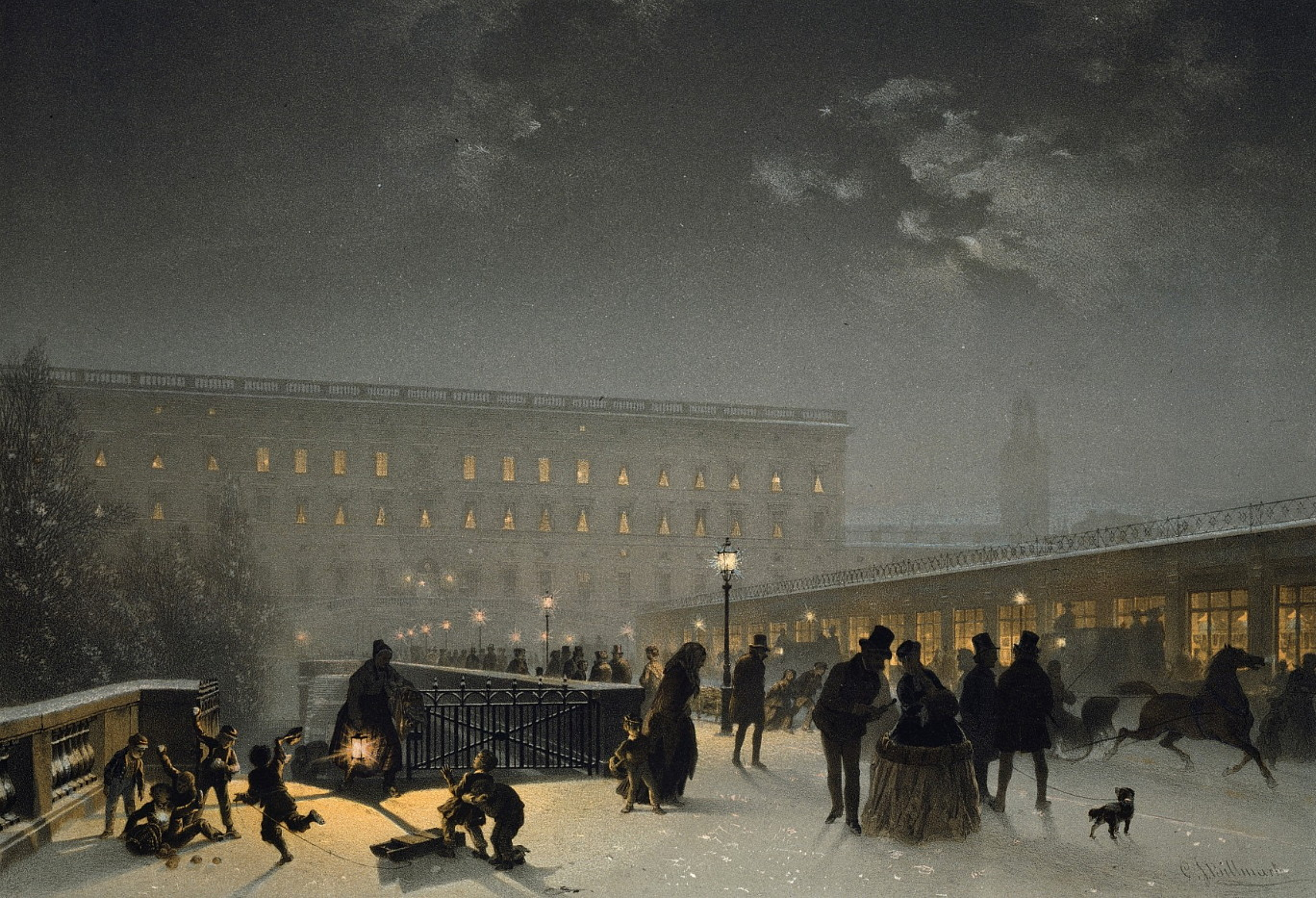
Norrbro och Norrbrobasaren mot söder. Vintermotiv av Carl Johan Billmark ca 1850.

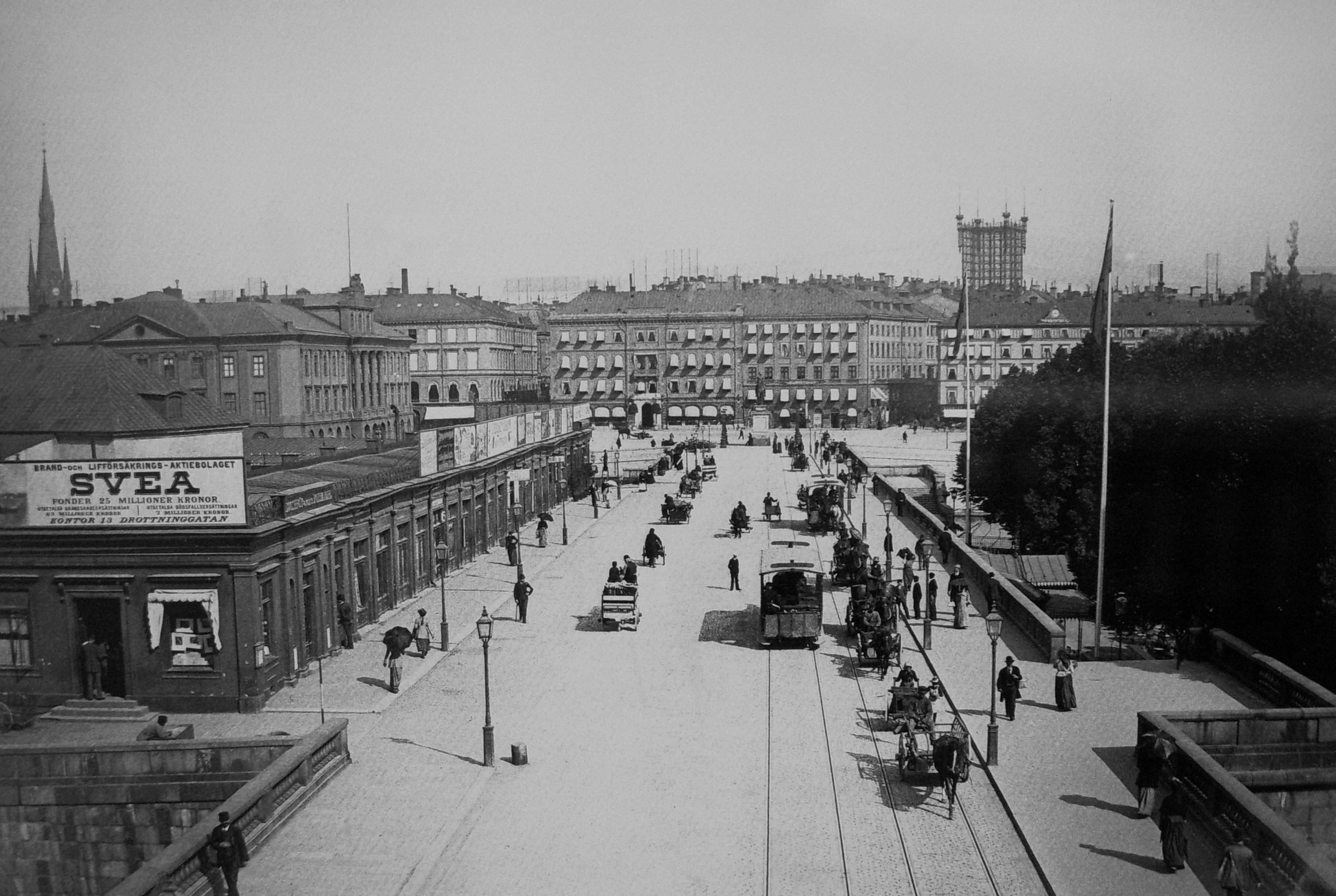
Norrbro och Norrbrobasaren mot norr, 1880-tal. Längst till vänster syns Bonniers boklåda.

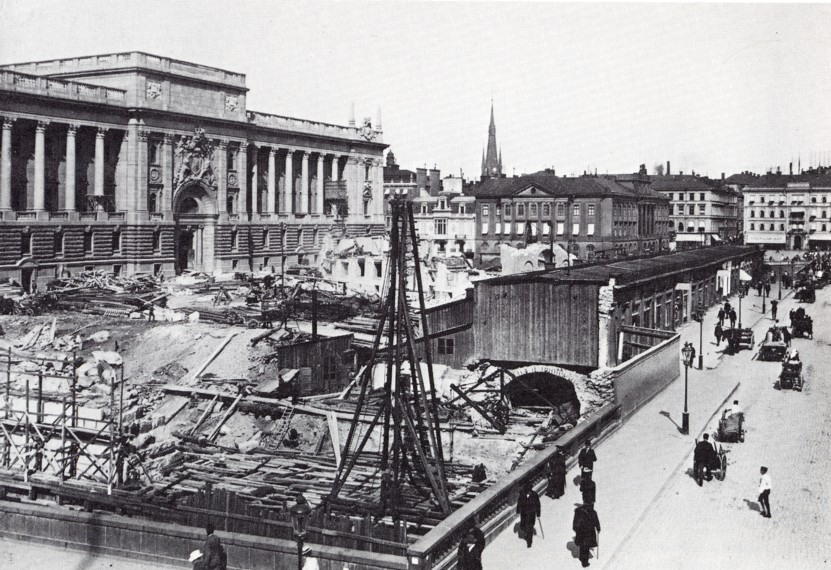
Basaren rivs. Byggnadsarbeten år 1904.

Norrbrobasaren var en länga med butikslokaler längs Norrbros västra sida i Stockholm. Längan, som kallades "basar", uppfördes 1838-39 och revs 1904 i samband med bygget för nya Riksdagshuset.
Norrbrobasaren vid Norrbro med sitt läge på Helgeandsholmen mellan Stockholms slott och Gustav Adolfs torg hade en mycket central plats i Stockholm, på vars tidigare broar det idkats bodhandel sedan 1500-talet. De stenlagda trottoarerna på Norrbro var de första som anlades i Stockholm. På Norrbro lyste 1853 Stockholms första gaslyktor och på Norrbro provades även den första elektriska belysningen (se Gas i Stockholm och Elektricitet i Stockholm). Basarlängan och trakten kring Norrbro lockade till sig så kallat "fint folk" som promenerade och möttes där.

## Historik
Inför uppförandet hade ett aktiebolag bildats där de 25 andelarna kunde tecknas à 3 500 riksdaler. Bland aktietecknarna i Bolaget för Boutique Byggnaden å Helgeandsholmen återfanns bland annat kronprins Oskar, kronprinsessan Josephina och riksantikvarien Bror Emil Hildebrand. För ritningarna svarade hovarkitekt Per Axel Nyström. I de ursprungliga planerna fanns bodlängor längs båda Norrbros båda sidor, men endast den västra längan blev uppförd. Basarlängans fasad mot Norrbro bestod av putsat tegel medan bakre delen med försäljningslokalerna var en enkel träkonstruktion. Detta då Helgeandsholmens slutliga planering fortfarande diskuterades. De putsade delarnas ornamenterings utfördes av ornamentbildhuggaren och stuckatören Domenico Notini. Notini hade invandrat till Stockholm 1826 via Köpenhamn från Italien och inledde ett samarbete med Johan Niclas Byström. Basarens båda ändor smyckades med järnstatyer av Byström föreställande gudarna Apollo, Minerva, Venus och Mercurius.
Vid invigningen 1839 fanns 25 butiker som disponerades av 14 näringsidkare. Några av dem hade flera lokaler, de flesta dock bara en. Här fanns flera boklådor (bokaffärer), som blev mötesplatser för konstnärer, vetenskapsmän, författare och skådespelare. 
Den bekantaste var Adolf Bonniers boklåda längst i söder närmast slottet. Bonniers boklåda fanns här i 30 år[källa behövs] och tillhandahöll öppningsåret 1839 utöver nyutkommen litteratur, även den nya uppfinningen daguerrotypi och Daguerres egen beskrivning på svenska av den nya fotografiska metoden samt tillhörande kameror.
I andra änden av Norrbrobasaren låg Ferdinand de la Croixs schweizeri Pavillon du Bazar. Sundströms klädeshandel fanns här under basarens hela livstid. 
August Blanche skrev om basaren: "Om man kommer in i Bazaren utan det minsta fikonlöv, skulle man efter en knapp timme kunna utträda riggad från topp till tå av skräddare, modehandlare, guldsmeder etc."

## Näringsidkare
Några av Norrbrobasarens näringsidkare och butiker var (från söder till norr):
- Bokhandlaren Adolf Bonnier
- Cigarrhandlaren Del Monte
- Klädeshandlaren P. A. Harling
- Tapetseraren A. W. Müller
- Lundqvist färdiga kläder
- Hattmakaren C. Lorentz
- Kram- och sidenhandlaren J. A. Molin
- Galanterihandlaren Benjamin Leja
- Bokhandlaren L. G. Rylander (1851 övertagen av P. A. Huldberg)
- Sidenkramhandlaren N. E. Personne
- Galanterihandlaren M. Jakobsson
- Hattstofferaren C. E. Schubert
- Klädeshandlaren C. G. Sundström
- Konditor Ferdinand de la Croix